# 詩脈社
詩脈社是1970年代台灣的現代詩社。1976年1月1日該社在南投縣草屯鎮成立，成員有岩上、王灝、鍾義明、洪錦章、渡堤、李瑞騰、向陽等人，大都是中部地區的年輕詩人。《詩脈》季刊在1976年7月創刊，由岩上主編，至1979年3月25日停刊為止，共出了8期(葉石濤說是9期)。
詩脈社在詩學理論方面，並沒有提出什麼具體的觀點。詩人創社的宗旨有三，發表在《詩脈》的創刊號，內容為：「沒有其他的目的，我們投下三個願望：一、繼承中國詩的傳統，一脈相承，使詩的命脈永遠綿延奔流。二、探討詩的來龍去脈，把握詩的本體，建立正確客觀的理論批評根據。三、以精心誠懇的態度為詩把脈，希望對詩及詩壇的某些病態有針砭的作用。」

## 資料來源
1. ↑  文訊雜誌社/編輯，《光復後台灣地區文壇大事記要(增訂本)》，台北市：文建會，1995年6月2版。
2. ↑  葉石濤/著，《台灣文學史綱》，高雄市：春暉出版社，2003年10月20日再版。
3. ↑  彭瑞金/著，《台灣新文學運動40年》，高雄市：春暉出版社，2004年9月再版。
4. ↑  趙天儀/著，《台灣文學的週邊》，台北縣永和市：富春文化，2000年初版，頁110。